# 55. Sinfonie (Haydn)
Die Sinfonie Es-Dur Hoboken-Verzeichnis I:55 komponierte Joseph Haydn im Jahr 1774 während seiner Anstellung als Kapellmeister beim Fürsten Nikolaus I. Esterházy. Das Werk trägt den nicht von Haydn stammenden Titel „Der Schulmeister“.

## Allgemeines

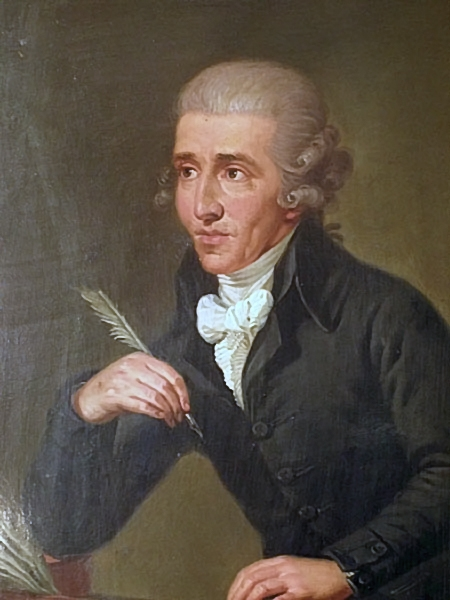
Joseph Haydn (Gemälde von Ludwig Guttenbrunn, um 1770)

Der Titel „Der Schulmeister“ steht nicht im Autograph und auch nicht in frühen Drucken des Werkes. Ernst Ludwig Gerber führt 1812 eine Sinfonie mit der Bezeichnung „Der Schulmeister“, bei der es sich nach der dortigen musikalischen Beschreibung um die Sinfonie Nr. 55 handelt. Der Titel scheint erst ab den 1850er Jahren im Umlauf zu sein. Carl Ferdinand Pohl versuchte ihn mit dem schreitenden Gang des Themas im Adagio zu erklären. Weiterhin trägt das frühe, nicht erhaltene Divertimento Hob. II:10 ebenfalls die Bezeichnung „Der Schulmeister“. Diese Bezeichnung entstand möglicherweise im Zusammenhang mit einem Theaterstück für Kinder. Möglicherweise war Gerber die Existenz des Stückes bekannt und er brachte den Namen mit dem falschen Werk in Verbindung. Nach einer anderen Deutung spielt die Bezeichnung auf die kontinuierliche Achtelbewegung des Cellos vom Trio als „Parodie auf die unermüdliche Beredsamkeit eines Schulmeisters“ an.

„[Die Sinfonie ist ein gutes Beispiel] für die ‚Hinwendung‘ Haydns zu einem leichteren Stil, die im Verlauf der späten 70er Jahre so sehr an Bedeutung gewann. Das Hauptindiz ist darin zu sehen, dass die Symphonie zwei Sätze mit Thema und Variationen, einen langsamen Satz und das Finale umfasst. Vorher traten solche Sätze nur selten in einer Symphonie auf, aber nun verwendet Haydn sie als normale Bauelemente.“

## Zur Musik
Besetzung:  zwei Oboen, zwei Hörner, zwei Violinen, Viola, Cello, Kontrabass. Zur Verstärkung der Bass-Stimme wurden damals auch ohne gesonderte Notierung Fagott und Cembalo-Continuo eingesetzt, wobei über die Beteiligung des Cembalos unterschiedliche Auffassungen bestehen. Das Fagott hat nur im vierten Satz eine eigene, ausgeschriebene Stimme.
Aufführungszeit:  ca. 20 bis 25 Minuten (je nach Einhalten der vorgeschriebenen Wiederholungen).
Bei den hier benutzten Begriffen der Sonatensatzform ist zu berücksichtigen, dass dieses Schema in der ersten Hälfte des 19. Jahrhunderts entworfen wurde (siehe dort) und von daher nur mit Einschränkungen auf ein 1774 komponiertes Werk übertragen werden kann. – Die hier vorgenommene Beschreibung und Gliederung der Sätze ist als Vorschlag zu verstehen. Je nach Standpunkt sind auch andere Abgrenzungen und Deutungen möglich.

### Erster Satz: Allegro di molto
Es-Dur, 3/4-Takt, 216 Takte

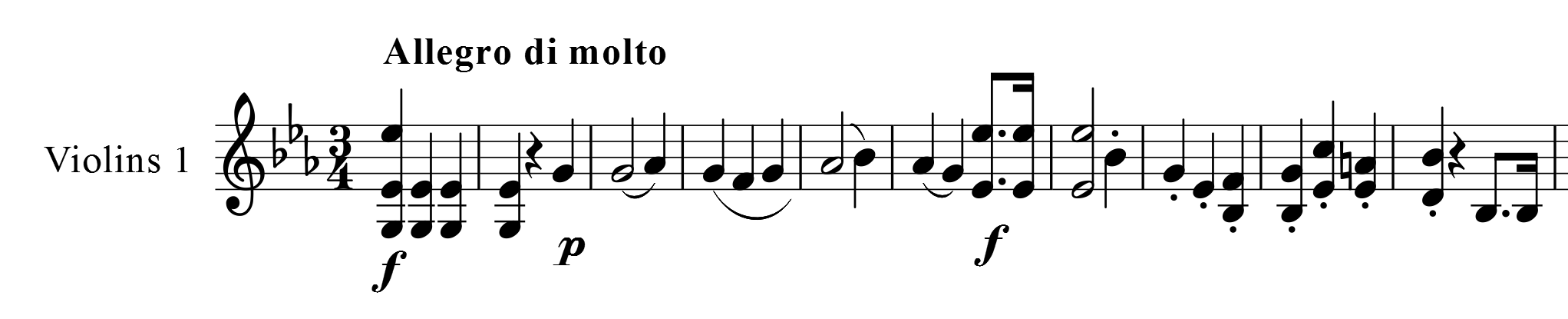
Beginn des Satzes

Die Sinfonie eröffnet mit einem Kontrastthema (Takt 1 bis 22, ähnliche Eröffnung bei der wenige Jahre vorher komponierten Sinfonie Nr. 43): Auf drei Forte-Akkordschläge des ganzen Orchesters (Tutti) antworten die Streicher als sangliche Piano-Wendung. Diese wird bereits nach vier Takten unterbrochen vom erneuten, nun achttaktigen Tutti, das durch seinen punktierten Rhythmus auffällt. Wiederum antworten die Streicher mit einer ebenfalls achttaktigen Phrase.
Der in Takt 23 beginnende Tuttiblock enthält eine im Tremolo geführte Melodielinie und fällt durch seine dynamischen Kontraste  auf. Das zweite Thema (ab Takt 47, Dominante B-Dur) mit sanglich-zurückhaltendem Charakter wird nur von den Streichern vorgetragen. Die zweite Hälfte des Themas wiederholt eine Floskel aus der ersten Themenhälfte. Im anschließenden, zweiten Tuttiblock im Forte (ab Takt 54) tritt zunächst der Bass mit seiner gehenden Viertelbewegung dominant in Erscheinung („Bassmotiv“),  ehe die Exposition mit einer rhythmisch-aufsteigender Staccatofigur schließt („Schlussgruppenmotiv“).
Die relativ ausführliche Durchführung (länger als die Exposition) fängt mit dem ersten Thema in G-Dur an, wobei der zweite Teil sequenzierend ausgeweitet ist und nochmals mit dem Themenkopf konfrontiert wird. Ab Takt 84 verarbeitet Haydn ausgehend von D-Dur das Schlussgruppenmotiv unter synkopierten Begleitakkorden der 2. Violine. Eine Scheinreprise oder „falsche Reprise“ des ersten Themas in Es-Dur geht dann in den weiteren, recht langen Verarbeitungsabschnitt mit dem Schlussgruppenmotiv über, ehe das Bassmotiv (ab Takt 113), die Tremolopassage (ab Takt 119) sowie das zweite Thema (nun in C-Dur) folgen. Das Material aus dessen zweiter Hälfte wird fortgesponnen und führt schließlich zur Reprise.
Die Reprise (ab Takt 151) entspricht weitgehend der Exposition, allerdings sind bspw. im ersten Thema sind die Bläser bei der zweiten sanglichen Piano-Wendung beteiligt und die 1. Violine begleitet als wiederholende, verzierende Figur.

### Zweiter Satz: Adagio, ma semplicemente
B-Dur, 2/4-Takt, 128 Takte

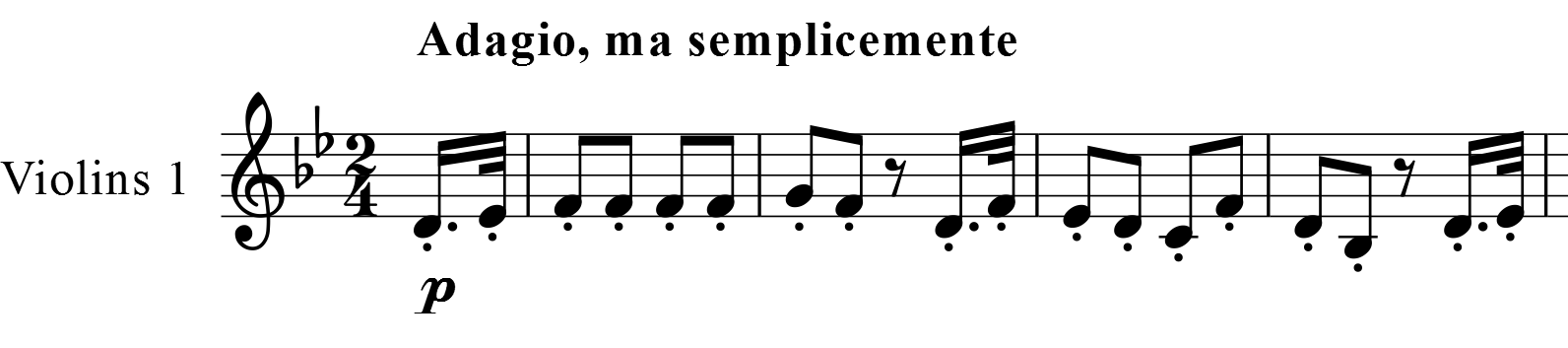
Beginn des Adagio

Das Adagio ist als Variationssatz mit fünf Variationen aufgebaut. Die Violinen spielen durchweg piano und mit Dämpfer sowie weitgehend im Unisono.
- Das Hauptthema (Takt 1 bis 32) besteht aus zwei achttaktigen Phrasen, die durch ihre Auftakte und die Schreitbewegung im Staccato geprägt sind. Beide Phrasen werden unmittelbar nach ihrer Vorstellung als Variante mit Sechzehnteln und Zweiunddreißigsteln verziert sowie dolce und legato (anstelle semplice und staccato) wiederholt.[6]
- Variation 1 (Takt 33 bis 48) variiert den zweiten, vierten, sechsten und achten Zweitakter vom ganzen Orchester (forte) mit den unveränderten übrigen Zweitaktern der Streicher (piano).[6] (Beide Achttakter werden wiederholt.)
- Die Variation 2 (Takt 48 bis 80) für Streicher verschärft den Gegensatz zwischen den Achttaktern und ihren Wiederholungen durch Marschrhythmen einerseits und fließender dolce-Bewegung in Zweiunddreißigsteln andererseits.[6]
- In der Variation 3 (Takt 81 bis 96) für Streicher ist das Thema durch Chromatik im bis zu vierstimmigen Satz[6] stark verändert.  (Beide Achttakter werden wiederholt.)
- Die Variation 4 (Takt 97 bis 112) für Streicher verziert das Thema mit Vorschlägen in „eine schlagerhaft-eingängige Liedmelodie“[6].
- In der Variation 5 (Takt 113 bis 128), wieder mit ganzem Orchester, ist das Thema in „rhetorische Gesten“[6] aufgelöst bei starken dynamischen Kontrasten (Pianissimo bis Fortissimo).

### Dritter Satz: Menuetto
Es-Dur, 3/4-Takt, mit Trio 72 Takte
Das Hauptthema des Menuetts besteht aus einem periodisch aufgebauten Thema. Der energische viertaktige Vordersatz für das Tutti fällt durch seine punktierten Rhythmen, die Doppelschlagfigur, die dreifache Tonrepetition und die Pendelfigur auf. Der ebenfalls viertaktige Nachsatz kontrastiert im Streicherpiano mit variierten Elementen des Vordersatzes (punktierter Rhythmus, Tonrepetition als floskelhaft abgesetzte Terzen). Im mit 20 Takten relativ ausgedehnten Mittelteil wird eine auftaktige Sechzehntel-Pendelfigur (abgeleitet aus der Doppelschlagfigur und der Pendelfigur vom Satzanfang) intensiv verarbeitet. Die Rückführung zum reprisenartigen Wiederaufgreifen des Hauptthemas hat Haydn als den Musikfluss verzögernde Kadenzfigur (von Es nach As sowie von F nach B) gestaltet. In der „Reprise“ des Hauptthemas ist die Pendelfigur in Sechzehnteln (wie zu Beginn des zweiten Teils) geschrieben, und die floskelhaft-abgesetzte Terzfigur ist im Pianissimo echoartig wiederholt.
Das Trio steht ebenfalls in Es-Dur. Beteiligt sind lediglich beide Violinen und das solistische Cello, welches eine kontinuierlich durchlaufende Achtelbewegung unter der Melodie der Violinen spielt. Den punktierten Rhythmus im Auftakt und die Tonrepetition am Anfang erinnern an das Menuett.

### Vierter Satz: Finale. Presto
Es-Dur, 2/4-Takt, 179 Takte
Das Presto weist Ähnlichkeiten zum vierten Satz der Sinfonie Nr. 42 auf. Die Struktur wird als „Variationssatz“ oder „Variationsrondo“ bezeichnet.
- Das von Streichern und Fagott vorgetragene Hauptthema (Takt 1 bis 30)  ist in sich dreiteilig strukturiert: Der erste Teil A stellt das periodisch aufgebaute, einprägsam[4]-geistreiche[3] Thema mit Auftakt und abgesetzter Achtelbewegung vor. Es basiert auf einem eintaktigen Motiv. Auf das Thema folgt ein Zwischenspiel B und das Wiederaufgreifen das Themas A´. Teil A sowie B und A´werden wiederholt.
- Die Variation 1 (Takt 31 bis 46) ist nur für Bläser (Oboen, Fagott, Hörner) gehalten mit anspruchsvollem  Hornpart.[7]
- In der Variation 2 (Takt 47 bis 76) ist das Thema in Sechzehntel aufgelöst, der Mittelteil mit Beteiligung des ganzen Orchesters enthält starke dynamische Kontraste.
- Im modulierenden Zwischenspiel (Takt 77 bis 94) setzt sich zunächst der dynamische Kontrast (Pianissimo und Fortissimo) fort. Die Musik sinkt anschließend bei gleichzeitigem Verebben der Bewegung wieder ins Pianissimo zurück und kommt auf dem Dominantseptakkord von Ges-Dur zum Stehen.[7]
- Die Variation 3 (Takt 95 bis 133) für Streicher und Fagott stellt den ersten Teil des Themas ins harmonisch ferne Ges-Dur (verminderte Mediante von Es-Dur[3]). Soweit „bekannt ist, stellt dies die erste solche „entlegene“ Tonartenbeziehung dar, die je in einem Variationssatz aufgetreten ist.“[3]  Der zweite Teil moduliert mit dem Grundmotiv des Themas zur Tonika Es-Dur zurück und bringt den A-Teil dann wie am Satzanfang in Es-Dur (der zweite Teil wird nicht wiederholt).
- Die Variation 4 (Takt 134 bis 163) mit Beteiligung des ganzen Orchesters steht im Fortissimo. Der A-Teil ist durch große Intervallsprünge, der B-Teil durch im Tremolo geführte Melodielinie gekennzeichnet.
- In der Coda erklingt zunächst nochmals der A-Teil des Themas wie am Satzanfang. Der Satz endet mit einem „Effekt (…), der damals – 1774 – ziemlich neuartig war und der später in Haydns Finalsätzen an dieser Stelle häufig wiederkehrt: ein witziges kleines Wechselspiel zwischen Oboen, Violinen und Hörnern, nur im Piano, gefolgt vom plötzlichen Forteeinsatz des ganzen Orchesters (…).“[7]